# Mad Sin
Mad Sin is een Duitse psychobillygroep ontstaan in 1987.
De groep werd opgericht door Koefte De Ville en Stein. Ze traden aanvankelijk vooral op als straatmuzikanten in winkelcentra.

## Leden
- Koefte Deville (zang)
- Valle (bas en achtergrondzang)
- Ramon Sitoci (gitaar)
- Dr. Stein "Solido" (gitaar)
- Andy Laaf(drums)

## Discografie
- Chills and Thrills in a Drama of Mad Sin and Mystery (1988)
- Distorted Dimensions (1990)
- Amphigory (1991)
- Break the Rules (1992)
- A Ticket into Underworld (1993)
- God save the Sin (1996)
- Sweet & Innocent?... Loud & Dirty! (1998)
- Survival Of The Sickest (2002)
- Dead Moon's Calling (2005)
- 20 Years of Sin Sin (2007)
- Burn & Rise! (2010)